# Halowe Mistrzostwa Świata w Lekkoatletyce 2025 – trójskok kobiet
Trójskok kobiet – jedna z konkurencji technicznych rozgrywanych podczas halowych lekkoatletycznych mistrzostw świata w Nanjing’s Cube w Nankinie.
Tytułu mistrzowskiego z 2024 nie obroniła Thea LaFond.

## Terminarz
Źródło: worldathletics.org.
| Data     | Godzina |       |
| -------- | ------- | ----- |
| 22 marca | 19:10   | Finał |

## Rekordy
W poniższej tabeli przedstawiono (według stanu przed rozpoczęciem mistrzostw) rekord świata, rekord halowych mistrzostw świata, rekordy kontynentów oraz najlepszy wynik na listach światowych w 2025.
|                                   | Zawodniczka            | Wynik | Miejsce  | Data                  | Źródło |
| --------------------------------- | ---------------------- | ----- | -------- | --------------------- | ------ |
| Rekord świata                     | Yulimar Rojas          | 15,74 | Belgrad  | 20 marca 2022(dts)    | [ 2 ]  |
| Rekord halowych mistrzostw świata | Yulimar Rojas          | 15,74 | Belgrad  | 20 marca 2022(dts)    | [ 2 ]  |
| Rekord Afryki                     | Françoise Mbango Etone | 15,39 | Pekin    | 17 sierpnia 2008(dts) | [ 2 ]  |
| Rekord Ameryki Południowej        | Yulimar Rojas          | 15,74 | Belgrad  | 20 marca 2022(dts)    | [ 2 ]  |
| Rekord Ameryki Północnej          | Yamilé Aldama          | 15,29 | Rzym     | 11 lipca 2003(dts)    | [ 2 ]  |
| Rekord Australii i Oceanii        | Nicole Mladenis        | 14,04 | Hobart   | 9 marca 2002(dts)     | [ 2 ]  |
| Rekord Australii i Oceanii        | Nicole Mladenis        | 14,04 | Perth    | 7 grudnia 2003(dts)   | [ 2 ]  |
| Rekord Azji                       | Olga Rypakowa          | 15,25 | Split    | 4 września 2010(dts)  | [ 2 ]  |
| Rekord Europy                     | Inesa Kraweć           | 15,50 | Göteborg | 10 sierpnia 1995(dts) | [ 2 ]  |
| Listy światowe                    | Leyanis Pérez          | 14,62 | Liévin   | 13 lutego 2025(dts)   | [ 3 ]  |

## Listy światowe
Poniższa tabela przedstawia 10 najlepszych wyników na świecie uzyskanych w sezonie 2025 przed rozpoczęciem mistrzostw.
Źródło: worldathletics.org.
| Poz. | Zawodniczka            | Reprezentacja | Wynik  | Data                | Miejsce    |
| ---- | ---------------------- | ------------- | ------ | ------------------- | ---------- |
| 1.   | Leyanis Pérez          | Kuba          | 14,62  | 13 lutego(dts) br   | Liévin     |
| 2.   | Liadagmis Povea        | Kuba          | 14,57  | 31 stycznia(dts) br | Miramas    |
| 3.   | Ana Peleteiro-Compaoré | Hiszpania     | 14,37  | 7 marca(dts) br     | Apeldoorn  |
| 4.   | Davisleydi Velazco     | Kuba          | 14,36o | 15 marca(dts) br    | Carolina   |
| 5.   | Diana Ion              | Rumunia       | 14,31  | 7 marca(dts) br     | Apeldoorn  |
| 6.   | Regiclecia Candido     | Brazylia      | 14,17  | 23 lutego(dts) br   | Cochabamba |
| 7.   | Tuğba Danışmaz         | Turcja        | 14,10  | 6 marca(dts) br     | Apeldoorn  |
| 8.   | Jekatierina Koniewa    | Rosja         | 14,09  | 6 marca(dts) br     | Moskwa     |
| 9.   | Senni Salminen         | Finlandia     | 14,07  | 21 stycznia(dts) br | Aarhus     |
| 10.  | Maja Åskag             | Szwecja       | 14,06  | 9 lutego(dts) br    | Espoo      |

Pogrubioną czcionką oznaczono zawodniczki, które wzięły udział w mistrzostwach.

## Wyniki

### Finał
Źródło: worldathletics.org.
| Pozycja | Zawodniczka            | Reprezentacja | Runda | Runda | Runda | Runda | Runda | Runda | Wynik | Uwagi   |
| Pozycja | Zawodniczka            | Reprezentacja | 1     | 2     | 3     | 4     | 5     | 6     | Wynik | Uwagi   |
| ------- | ---------------------- | ------------- | ----- | ----- | ----- | ----- | ----- | ----- | ----- | ------- |
| 01 !    | Leyanis Pérez          | Kuba          | 14,93 | x     | –     | x     | –     | –     | 14,93 | WL · PB |
| 02 !    | Liadagmis Povea        | Kuba          | 14,56 | 14,57 | 14,22 | –     | 11,96 | 13,95 | 14,57 | =       |
| 03 !    | Ana Peleteiro-Compaoré | Hiszpania     | 14,24 | 14,29 | 14,29 | 14,02 | 14,10 | x     | 14,29 |         |
| 4.      | Thea LaFond            | Dominika      | 13,85 | 11,84 | x     | 14,01 | 13,79 | 14,18 | 14,18 | SB      |
| 5.      | Maja Åskag             | Szwecja       | 13,80 | 13,83 | 14,01 | x     | 13,94 | x     | 14,01 |         |
| 6.      | Neja Filipič           | Słowenia      | 13,92 | x     | x     | x     | 13,38 | 12,00 | 13,92 |         |
| 7.      | Li Yi                  | Chiny         | 13,84 | x     | x     | x     | x     | NQ    | 13,84 |         |
| 8.      | Jessie Maduka          | Niemcy        | 13,82 | 13,40 | 13,60 | 13,20 | x     | NQ    | 13,82 |         |
| 9.      | Diana Ion              | Rumunia       | 13,60 | 13,66 | 13,61 | 13,57 | NQ    | NQ    | 13,66 |         |
| 10.     | Marija Sinej           | Ukraina       | 13,25 | 13,37 | 13,58 | x     | NQ    | NQ    | 13,58 |         |
| 11.     | Emilia Sjöstrand       | Szwecja       | 13,55 | x     | x     | NQ    | NQ    | NQ    | 13,55 |         |
| 12.     | Sharifa Davronova      | Uzbekistan    | x     | 13,44 | 13,28 | NQ    | NQ    | NQ    | 13,44 |         |
| 13.     | Regiclecia Candido     | Brazylia      | 12,54 | 13,38 | 13,40 | NQ    | NQ    | NQ    | 13,40 |         |